# Berberis rawatii
Berberis rawatii är en berberisväxtart som beskrevs av U.L.Tiwari och B.S.Adhikari. Berberis rawatii ingår i släktet berberisar, och familjen berberisväxter. Inga underarter finns listade i Catalogue of Life.